# هرمن بونه
هرمن بونه (نروژی: Hermann Bohne; ۲۲ سپتامبر ۱۸۹۰ – ۵ ژانویهٔ ۱۹۴۹) ژیمناست هنری اهل نروژ بود.